# キング・オブ・コメディ (1982年の映画)
『キング・オブ・コメディ』（原題：The King of Comedy）は、1982年に製作されたアメリカ映画。

## ストーリー
コメディアンとして有名になりたいと考えている34歳のルパート・パプキンは、有名コメディアンのジェリー・ラングフォードを熱狂的ファンであるマーシャから救い出し、強引に自分を売り込む。ジェリーはルパートに「今度事務所に自演テープを持って来い」と伝える。
ジェリーは彼と食事に行き、ルパートに自分の代わりに番組に出て欲しいと懇願する。だがこれはすべてルパートの妄想なのだ。最初にジェリーに会うきっかけを作ったマーシャも彼の差し金だった。
ルパートはジェリーにネタを見せに彼のオフィスに出かける。しかし彼に会う事はできず、秘書のキャシーにネタを録音し持ってくるように言われる。ルパートはすぐに録音し、テープを持って再びジェリーのオフィスに向かう。テープを確認したのはキャシーでルパートにアドバイスをするが彼は聞き入れず、とにかくジェリーに会わせろと言い続け遂にオフィスから閉め出されてしまう。
ルパートはバーで働く同級生のリタに、週末にジェリーに招待されていると告げジェリーの別荘に向かう。二人は別荘に上がり込みジェリーを待つ。だが実際には彼は招待されておらず、ジェリーは追い返そうとするがルパートには伝わらない。彼は誇大妄想狂なのだ。
遂にルパートはマーシャと手を組みジェリーを誘拐する。ジェリーを偽物の銃で脅し、自分をジェリーのTVショーに出演させるよう要求する。ルパートはTVショーで困窮し虐められていた自分の過去をネタにし、ジェリーを誘拐してこの場にいることも洗いざらい喋るが、観客はそれもジョークとして受け取り大歓声を送る。彼は有名になるためにこの手段を選んだことは後悔しておらず、「どん底のまま終わるより、一夜限りの王になりたい」と言い放つ。ショーは大成功でその放送をリタに見せた後、満足したルパートは逮捕される。彼は服役中に書いた自伝がベストセラーとなり、出所後にキング・オブ・コメディとして大喝采の中ステージに立つ。

## キャスト
※括弧内は日本語吹替。
- ルパート・パプキン：ロバート・デ・ニーロ（富山敬）
- ジェリー・ラングフォード：ジェリー・ルイス（小林修）
- リタ・キーン：ダイアン・アボット（英語版）（横尾まり）
- マーシャ：サンドラ・バーンハード（小宮和枝）
- キャシー・ロング：シェリー・ハック（佐々木優子）
- トニー・ランドール：トニー・ランドール
- エド・ハーリヒー：エド・ハーリヒー（英語版）（島香裕）
- バート・トーマス：フレデリック・デ・コルドヴァ（加藤正之）
- 受付係：マーゴ・ウィンクラー（火野カチコ）
- ジョノ：キム・チャン
- 番組ディレクター：マーティン・スコセッシ
- 吹き替え版その他声の出演：竹口安芸子、北村弘一、伊井篤史、塚田正昭、岸野一彦、丸山詠二、石塚運昇、稲葉実

### カメオ出演
劇中のトーク番組『ザ・ジェリー・ラングフォード・ショー』のプロデューサー役を、実際のテレビプロデューサーであるエドガー・J・シェリックとフレデリック・デ・コルドヴァが演じている。
『ザ・ジェリー・ラングフォード・ショー』のアナウンサー役としてエド・ハーリヒー、バンドリーダー役としてルー・ブラウン、ゲスト役としてヴィクター・ボーグとジョイス・ブラザーズがそれぞれカメオ出演している。ハーリヒーは『ザ・ジェリー・ラングフォード・ショー』のモデルとなった実在のトーク番組『ザ・トゥナイト・ショー』でかつてアナウンサーを担当していた。また、劇中で『ザ・ジェリー・ラングフォード・ショー』のゲスト司会者役を演じたトニー・ランドールは『ザ・トゥナイト・ショー』の常連ゲストだった。
マーティン・スコセッシの母親であるキャサリン・スコセッシがルパートの母親役として声の出演を果たし、スコセッシの父親であるチャールズ・スコセッシもバーの客役で出演している。さらに、スコセッシの娘であるキャシー・スコセッシがドロレス役で、スコセッシの当時の弁護士だったジェイ・ジュリアンがラングフォードの弁護士役でそれぞれ出演しているほか、スコセッシ自身も番組ディレクター役としてランドールと会話を交わしている。

## 製作
本作の脚本は『ニューズウィーク』誌の映画評論家だったポール・D・ジマーマンが執筆したものである。ロバート・デ・ニーロは1974年にジマーマンの脚本を手に入れ、マーティン・スコセッシに監督を依頼したが、興味が湧かないとの理由でオファーを断られていた。その後はマイケル・チミノにも監督を依頼したが、『天国の門』の制作を理由にオファーを断られていた。
一方、スコセッシは『レイジング・ブル』の完成後、長編劇映画の制作から引退し、ドキュメンタリーの制作に専念するつもりでいた。しかし、イエス・キリストの生涯を描く劇映画『最後の誘惑』の制作を検討し始め、デ・ニーロにキリスト役を打診する。デ・ニーロはキリスト役の打診を断ったものの、以前から温めていた本作の企画を再び持ち出し、スコセッシに対し、自分と一緒にジマーマンの脚本を映画化しないかと逆に持ちかける。映画プロデューサーのアーノン・ミルチャンの後押しもあり、最終的にスコセッシが本作の監督を務めることが決まった。

### キャスティング
ジェリー・ラングフォード役には当初、『ザ・トゥナイト・ショー』の司会者であるジョニー・カーソンが検討されていた。カーソンにオファーを断られた後はフランク・シナトラやディーン・マーティンの名前も候補に挙がったが、最終的にはジェリー・ルイスに落ち着いた。劇中に登場するラングフォードのサインはルイス本人が記したものである。撮影開始前に初めて会話を交わした時から、スコセッシはルイスのプロフェッショナルな姿勢に敬意を抱き、この人物とならば円滑に仕事ができると思ったという。
マーシャ役にはメリル・ストリープが想定されていたが、オファーを断わられたため、サンドラ・バーンハードがマーシャ役に起用された。
メアリー・エリザベス・マストラントニオのデビュー作になるはずだったが、マストラントニオの出演シーンは編集段階ですべてカットされた。ただし、冒頭の群集シーンに一瞬だけ姿を見ることができる。その後、マストラントニオはスコセッシ監督の『ハスラー2』のヒロインに抜擢された。

### 演出
コメディアン志望の青年であるルパート・パプキンを演じるにあたり、デ・ニーロは数か月間に渡ってスタンダップコメディアンたちのステージを鑑賞し続け、パフォーマンスにおける間やタイミングを研究した。
スコセッシはデ・ニーロの演技は本作のパプキン役が最高だと言ったことがある。
本作のDVDに特典映像として収録されているドキュメンタリーで、スコセッシは、ルイス演じるラングフォードが街頭の老婦人から「お前なんか癌になってしまえばいいんだ」と罵倒されるシーンはルイスの演出によるものであることを明らかにしている。ルイスはかつて実際に同様の言葉を投げかけられたことがあり、本作の撮影現場ではルイス自らが老婦人役の女優に台詞のタイミングを教えていたという。

### 音楽
ロビー・ロバートソンが本作のサウンドトラックをプロデュースした。劇中ではロバートソンのオリジナル曲『Between Trains』をはじめ、B.B.キング、ヴァン・モリソン、レイ・チャールズらの楽曲が使用されたほか、ボブ・ジェームスの楽曲が『ザ・ジェリー・ラングフォード・ショー』のテーマ曲およびルパート・パプキンのテーマ曲として採用されている。

#### サウンドトラックアルバム
本作のサウンドトラックアルバムは1983年にワーナー・ブラザース・レコードからレコード盤として発売され、2016年にはウーンデッド・バード・レコードからCD盤として発売された。
1. プリテンダーズ 『チェイン・ギャング』（3:51）
2. B.B.キング 『'Taint Nobody's Bizness (If I Do)』（3:33）
3. トーキング・ヘッズ 『スワンプ』（5:13）
4. ボブ・ジェームス 『King Of Comedy』（4:23）
5. リッキー・リー・ジョーンズ 『Rainbow Sleeve』（3:39）
6. ロビー・ロバートソン 『Between Trains』（3:25）
7. リック・オケイセック 『Steal The Night』（3:55）
8. レイ・チャールズ 『降っても晴れても』（3:40）
9. デイヴィッド・サンボーン 『The Finer Things』（4:27）
10. ヴァン・モリソン 『Wonderful Remark』（3:57）

## 評価
興行的には失敗したものの、業界関係者からの評価は非常に高く、黒澤明、フランシス・コッポラ、ヴィム・ヴェンダース、松田優作、レオナルド・ディカプリオ、エドワード・ノートンらが本作のファンであることを公言している。松田優作は『ペントハウス』誌（講談社）のインタビューで、本作で主人公を演じたロバート・デ・ニーロについて「俺、『キング・オブ・コメディ』まではある程度とらえられる距離にいたつもりだったんだ。だけどあれを観てほとんど絶望感じたね。完全に落ち込んじゃった。今世紀生きているうちは、とてもじゃないけど勝てっこねえ。何て言うか役者として誰も行かなかったところに、デ・ニーロはさわった気がするんだ。もうとても、俺なんかとは比較になるようなもんじゃねえよ」と発言している。
日本のお笑いタレントの中にもファンがおり、関根勤は「僕の中では『キング・オブ・コメディ』こそがデ・ニーロの最高傑作」と評している。また、2000年から2015年まで活動したお笑いコンビ「キングオブコメディ」の名前は本作に由来する。
2000年に「アメリカ喜劇映画ベスト100」の候補500本にノミネートされたほか、2003年には編集者のスティーヴン・ジェイ・シュナイダーの著書『死ぬまでに観たい映画1001本』で1001本のうちの一本に挙げられた。

### 受賞・ノミネート
1983年の第36回カンヌ国際映画祭でオープニング作品として上映され、監督のマーティン・スコセッシがパルム・ドールにノミネートされた。
1984年の第37回英国アカデミー賞ではスコセッシが監督賞に、デ・ニーロが主演男優賞に、ジェリー・ルイスが助演男優賞に、ポール・D・ジマーマンがオリジナル脚本賞に、セルマ・スクーンメイカーが編集賞にそれぞれノミネートされ、ジマーマンがオリジナル脚本賞を受賞した。同年の第4回ロンドン映画批評家協会賞では本作が作品賞に輝き、第18回全米映画批評家協会賞ではサンドラ・バーンハードが助演女優賞を受賞している。

## 影響
マーシャ役を演じたサンドラ・バーンハードは、2013年に行われたインタビューで、コメディアンのジャック・ブラックが本作のリメイクに関心を持っていたことを明かしている。しかし、バーンハードはリメイクの企画について「時すでに遅し」として却下したという。
俳優のスティーヴ・カレルと映画監督のベネット・ミラーは、本作の主人公であるルパート・パプキンの社会病質性を参考にして、2014年製作の映画『フォックスキャッチャー』におけるジョン・デュポンのキャラクター像を造成した。

### エンディングをめぐる論争
映画研究者のデヴィッド・ボードウェルは、2003年に発表した著書『Film Viewer's Guide』の中で、本作のエンディングが現実であるか幻想であるかをめぐる論争が絶え間なく続いていることに言及している。
監督のマーティン・スコセッシは『黒水仙』のDVDコメンタリーで、マイケル・パウエル監督作品を参考にして本作が作られたことを明らかにしている。スコセッシによれば、パウエルの作品では現実と幻想は常に同一のものとして扱われ、幻想的なシーンも現実的に描かれていたという。スコセッシは本作の結末が現実であるか幻想であるかについて問われると回答を拒否したが、エンディングをめぐる論争はそれぞれの観客がどのように本作を観ているかを示すものであり、「幻想は現実よりも現実的なものだ」と話している。

### 『タクシードライバー』との関係
本作の主人公であるルパート・パプキンは、1976年製作の映画『タクシードライバー』の主人公であるトラヴィス・ビックルとの共通点を指摘されることが多い。どちらもスコセッシ監督作品でロバート・デ・ニーロが演じた役柄であり、現実と幻想を識別する能力に困難を抱えているためである。 芸能コラムニストのマリリン・ベックは、観客はトラヴィス・ビックルよりもルパート・パプキンのほうに自分と重なり合う点を見つけやすく、直接的な血と暴力が描かれていないだけに、『タクシードライバー』よりも本作のほうがより危険であると指摘している。
監督のスコセッシも、本作のDVDに特典映像として収録されているドキュメンタリーで、「トラヴィスもルパートも社会から孤立した人間だ。トラヴィスよりもルパートのほうが危険かと言われたら、たぶんそうだろう」と話している。